# Carlo Boniforti
Carlo Boniforti (Arona, Piemont, 25 de setembre de 1818 - Trezzo sull'Adda, 10 d'octubre de 1879 a Trezzo sull'Adda) va ser un mestre compositor, organista italià.
Boniforti va estudiar l'orgue amb el mestre Bonazzi, a qui va succeir en 1841 com a organista de la catedral de Milà. També va treballar com a director de l'orquestra de la cort. Des de 1852 va ser professor d'harmonia i contrapunt al Conservatori de Milà.
Entre altres òperes que escriure, en destaquen: Velleda (1947), Giovanna di Fiandra (1848).